# Deborah Cameron
Deborah Cameron (ur. 10 listopada 1958) – amerykańska językoznawczyni.
W swojej działalności naukowej koncentruje się na socjolingwistyce i antropologii lingwistycznej. Autorka książek poświęconych relacji między językiem a płcią i seksualnością.
Regularnie wypowiada się w radiu BBC. Na blogu „Language: a feminist guide” popularyzuje badania dotyczące problematyki języka i płci.

## Wybrana twórczość
- Verbal Hygiene (1995)[3]
- Good To Talk (2000)[3]
- The Myth of Mars and Venus (2007)[3]
- Gender, Power and Political Speech (2016, współautorstwo)[3]